# Übermut im Salzkammergut (Film)
Übermut im Salzkammergut ist ein deutscher Schlagerfilm von Hans Billian aus dem Jahr 1963.

## Handlung
Mannequin Birgit ist frustriert: Obwohl sie bereits lange Zeit mit ihrem Freund Rolf Simser zusammen ist, weigert der sich, sie seinen Eltern vorzustellen. Die leben als Bauern im kleinen Dorf Thomaskirchen und hegen Vorurteile gegen Mannequins. Birgit trennt sich von Rolf und begibt sich auf eigene Faust nach Thomaskirchen. Sie fragt sich zu Bauer Simser durch, der vor ihren Augen seine Magd entlässt, und bewirbt sich spontan als neue Magd. Nach anfänglichem Misstrauen schließen Bauer und Bäuerin Simser die stets ungeschickte Birgit in ihr Herz.
Thomaskirchen ist gespalten. Auf der einen Seite steht der Rat des Dorfes mit seinen alten Ansichten, die der Bürgermeister vertritt. Auf der anderen Seite steht der Fortschritt mit Jazzmusik und Tanz, den im Rat Tankstellenbesitzer Ruppich vertritt. Im Dorf wiederum ist seine Tochter Christine berühmt-berüchtigt für ihre rebellische Art. Nachdem sie in der Vergangenheit immer wieder mit lautgedrehter Jazzmusik aus dem Transistorradio in des Bürgermeisters Gaststätte „Goldene Traube“ erschienen ist, hat sie inzwischen Hausverbot vom Bürgermeister erhalten. Mit ihrem Plan, auf einer leerstehenden Burg ein Musikcafé zu eröffnen, scheiterten Christine und ihr Vater bisher immer am Widerstand der Obrigkeit. Eines Tages kommen Gus Backus und sein Bekannter Dr. Fred Rother ins Dorf, wollen eigentlich nur einen kurzen Zwischenstopp einlegen und bleiben, als sie vom „Jazzkrieg“ in Thomaskirchen erfahren.
Birgit hat unterdessen andere Probleme. Rolf ist in Thomaskirchen in Begleitung der Blondine Doris erschienen und spielt mit Birgits Eifersucht. Während Rolf schon laut Hochzeitspläne mit Doris schmiedet, findet Birgit in Fred einen Verehrer. Gemeinsam planen sie einen Miss-Thomaskirchen-Wettbewerb, der trotz Widerstands der Obrigkeit durchgeführt wird. Es gewinnen am Ende weder die favorisierte Christine, noch die schöne Birgit, sondern die dralle Anka Grabovac. Ihr Verehrer, der Gendarm Eckzahn, hat heimlich die Stimmzettel manipuliert. Erst am nächsten Tag wird der Schwindel öffentlich und Christine nachträglich zur Miss gewählt. Als Entschädigung darf die Familie Ruppich nun endlich in der Burg am See ihre lang ersehnte Musikbar für Jugendliche eröffnen.
Auch Birgit und Rolf werden am Ende ein Paar. Birgit wollte Rolfs Eltern langsam darauf vorbereiten, dass sie keine Magd, sondern ein Mannequin ist. Rolfs Vater jedoch hatte bereits in der Zeitung Fotos von ihr gesehen und sich mit einer Mannequin-Schwiegertochter bald arrangiert. Gemeinsam überzeugen sie Rolfs Mutter, ja zu einer Ehe von Rolf und Birgit zu sagen. Sie lässt sich schließlich von Birgits Charme überzeugen.

## Produktion

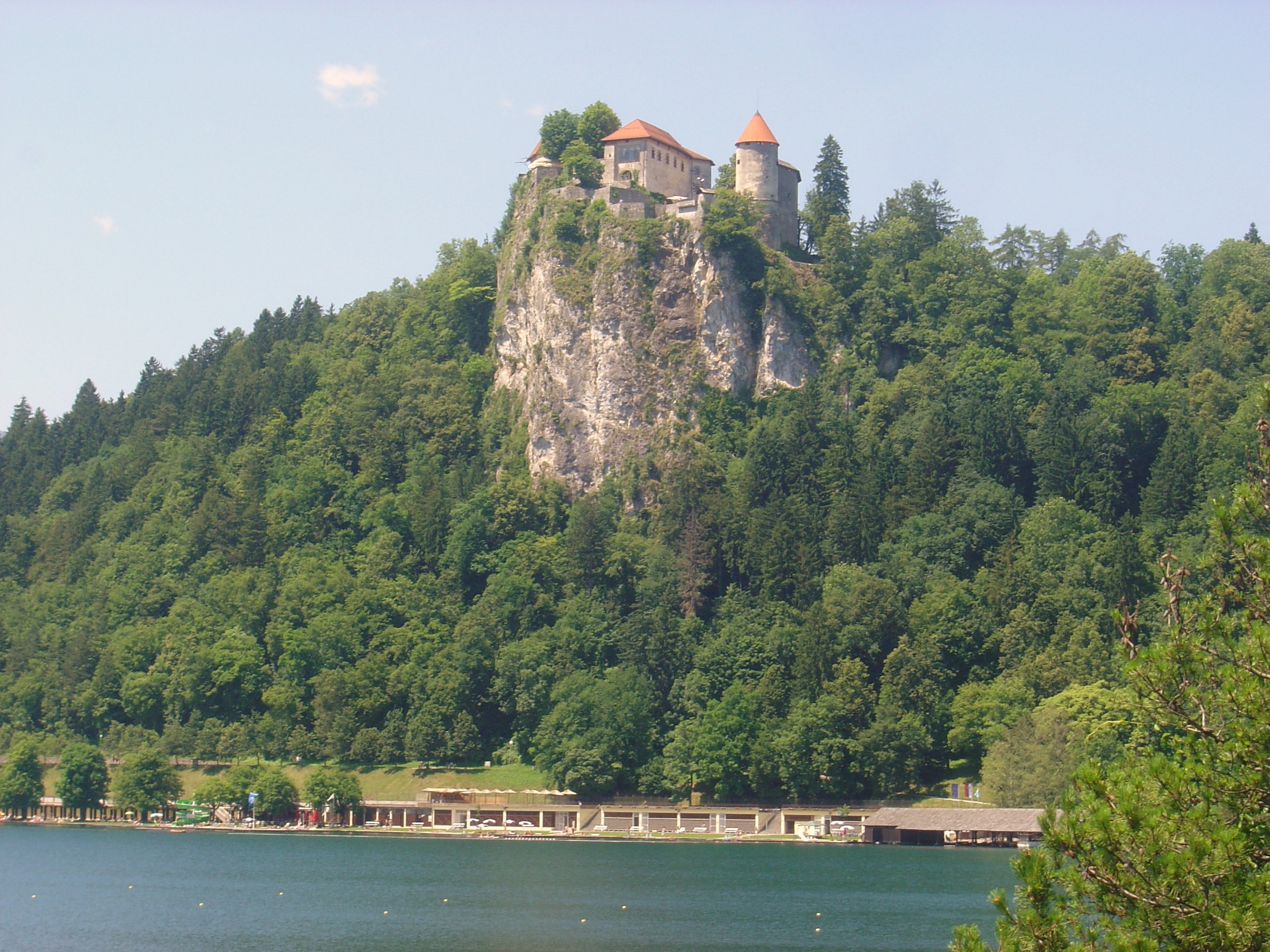
Die Burg von Bled, im Film das am Ende gepachtete Musikcafé für die Dorfjugend

Der Film wurde vom 28. Mai 1963 bis zum 3. Juli 1963 im damals jugoslawischen Bled und Umgebung gedreht. Die Bauten entwarf Niko Matul. Übermut im Salzkammergut wurde am 30. August 1963 im Würzburger Bavaria uraufgeführt.
Im Film werden zahlreiche Schlager gesungen:
- Billy Mo: Ich kauf mir lieber einen Tirolerhut
- Gus Backus: Mein Schimmel wartet im Himmel; Papa Oh Momo
- Teddy Parker: Nachtexpress nach St. Tropez
- Peppino di Capri: Nur ein Souvenir; St. Tropez Twist
- Carlos Almenar Otero: Das Hafenlied von Barcelona
- Carmencita: Ay, ay, ay, cha, cha, cha
- Klein Martina: Immer dicker wird mein Papi
- Chris Barber’s Jazzband: Vini-Vini
- Hannelore Auer: Übermut im Salzkammergut; Tamouré am blauen See

## Kritik
Der film-dienst befand 1963, dass die im Film entstehenden Probleme „unsagbar albern und ungekonnt [gelöst werden], wobei die längste Zeit dafür verwandt wird, Auftrittsmöglichkeiten für Schlagersänger und Gelegenheiten zu modernen Tänzen zu bieten. […] Das alles ist so bestens geregelt und so chemisch gereinigt von allen Einzelheiten, über die Zensoren stolpern könnten, daß der Film den Sechsjährigen zugänglich ist. Dabei ist seine Handlung erschreckend dürftig […] Ob Schwachsinn nicht die Erziehung zu seelischer und gesellschaftlicher Tüchtigkeit beeinträchtigt?“ Kritisiert wurde zudem der Grünstich des Farbfilms.
Das vom film-dienst 1990 herausgegebene Lexikon des internationalen Films nannte  Übermut im Salzkammergut „in Jugoslawien gedrehte[n] deutsche[n] Filmschwachsinn“, in dem unter anderem die Dorfjugend versuche, „die verkalkte Elterngeneration für Jazz und Twist einzunehmen.“ In einer Neuauflage des Lexikons 2001 bezeichnete man Übermut im Salzkammergut als „alberne[n] Klamaukfilm, holprig und mühevoll als Rahmenhandlung für die Präsentation damals aktueller Filmschlager […] zusammengeschustert.“
Cinema stellte fest: „Steif windet sich die Story um Songs von Gus Backus oder Heino-Frau Hannelore Auer. Aber: Wenn ‚Klein Martina‘ das Lied ‚Immer dicker, dicker, dicker wird mein Papi‘ tiriliert, blitzt ganz kurz Anarchohumor à la ‚Monty Python‘ auf. Fazit: Stöhn – da kammergutwas anderes schauen!“